# النقاط القصوى في سان مارينو
هذه قائمة تحتوي على النقاط القصوى في سان مارينو:

## حسب خطوط الطول والعرض
- شمالا: قرية روفريتا قرب فالتشانو حسب الاحداثيات 43°59′N 12°30′E / 43.983°N 12.500°E
- جنوبا: سلفا، جنوب فيورنتينو حسب الاحداثيات 43°53′45″N 12°27′20″E / 43.89583°N 12.45556°E (تتوافق الاحداثيات 12˚، 27' شرقا مع الفاتيكان، وهي دولة صغيرة أخرى.)
- غربا: غوالديتشولو، قرب أكوافيفا حسب الاحداثيات 43°56′55″N 12°24′30″E / 43.94861°N 12.40833°E
- شرقا: تقاطع الطرق لشارع مارانو وشارع فوسا في قلعة فيتانو حسب الاحداثيات 43°56′30″N 12°31′00″E / 43.94167°N 12.51667°E

## الارتفاعات
- أعلى نقطة: جبل تيتانو، 749 مترا حسب الاحداثيات 43°56′06″N 12°27′00″E / 43.93500°N 12.45000°E
- أدنى نقطة: نهر أوسا، 55 مترا